# Корженко, Павел Евсеевич
Павел Евсеевич Корженко (16 августа 1911 — август 1984) — советский военачальник, генерал-майор. Командир Отдельной дивизии оперативного назначения им. Ф. Э. Дзержинского (1956—1965).

## Биография
Родился в 1911 году в селе Просяное Российской империи, ныне Харьковской  области Украины, в крестьянской семье.
Учился в вечерней школе, затем работал в портняжной мастерской. В 1929 году стал работать на Харьковском паровозостроительном заводе.
В 1930 году Корженко был призван в РККА и начал службу начал в пограничной школе Каменец-Подольска. В 1932 году стал заместителем начальника заставы по политчасти, через год — политруком школы по подготовке  служебно-разыскных собак, затем — начальником заставы. В 1933 году был начальником штаба комендатуры 19-го погранотряда, затем — комендантом в 82-м и 93-м отрядах. В апреле 1941 года Павел Евсеевич поступил в Высшую пограничную школу.
Участник Великой Отечественной войны. В марте 1942 года был назначен командиром 728-го полка 175-й стрелковой дивизии. В 1944 году стал командиром 2-го погранполка 1-го Украинского фронта. 
После окончания войны, в 1947 году П. Е. Корженко был переведен в Киев командиром 290-го отдельного Новороссийского мотострелкового полка внутренних войск. Затем назначен заместителем командира ОМСДОНа. Окончил Военную академию им. М. В. Фрунзе (заочно).
С 1956 по 1965 год — командир Отдельной дивизии оперативного назначения им. Ф. Э. Дзержинского. 
С 1965 по 1973 год — заместитель начальника Управления Внутренних войск внутренней и конвойной охраны Министерства охраны общественного порядка РСФСР (с ноября 1968 года — МВД СССР) по тылу.
Умер в августе 1984 года в Москве. Похоронен в Москве на Кунцевском кладбище.

## Награды
- Награждён многими наградами, среди которых документально известен Орден Отечественной войны 1-й степени (1948, за борьбу с националистическим подпольем на Западной Украине)[2].